# Roger Williamson
Roger Williamson (Ashby-de-la-Zouch, 2 de fevereiro de 1948 — Zandvoort, 29 de julho de 1973) foi um automobilista britânico de Fórmula 1 nascido na Inglaterra, que morreu durante o Grande Prêmio da Holanda de 1973.
Williamson ganhou os campeonatos da Fórmula 3 inglesa de 1971 e 1972. Em 1973, Williamson teve uma chance de correr pela equipe March. Para a sua segunda corrida, o circuito escolhido foi o holandês, depois de 1 ano sem corridas a fim de melhorar as condições de segurança na pista.
Durante a corrida, o pneu do carro de Williamson estourou; seu carro bateu no muro de contenção e foi arrastando-se por 275 metros, quando atravessou a pista e finalmente estacionou no muro de contenção oposto. Durante o arrasto, o tanque riscou o asfalto, efeito similar ao de um palito de fósforo sendo friccionado contra a caixa. O carro parou de cabeça para baixo, impossibilitando a saída de Williamson. Seu compatriota e amigo David Purley, embora não sendo da mesma equipe, abandonou sua própria corrida na tentativa desesperada de resgatar o amigo.
Williamson não sofreu maiores escoriações na batida, e ouviram-o gritando por Purley para tirá-lo do carro, virando o mesmo. Inicialmente os comentaristas da TV holandesa, os fiscais de prova e os outros pilotos pensaram que o carro ali destroçado era de Purley, vendo-o tentando virar o carro, concluíram que o piloto estava bem. Resultado: a corrida prosseguiu tranquilamente, enquanto Purley tentava salvar seu amigo.
Desesperado, Purley gesticulava pedindo ajuda aos comissários (que pouco mais podiam fazer do que olhar) e tentou até desvirar o carro sozinho. Ao perceber que nada mais poderia ser feito por Williamson, Purley caminhou desolado, a esmo, chegando a ficar no meio da pista, com os demais pilotos passando em alta velocidade. Detalhe: a corrida prosseguiu normalmente - o máximo que se fez nessa situação foi sinalizar o local com bandeira amarela.
Como não poderia deixar de ser, os organizadores holandeses foram acusados de incompetentes para baixo. Anos depois, surgiu uma versão de que o diretor de prova havia olhado de seu posto para o local do acidente com um binóculo (lembrem-se de que não havia ainda o aparato televisivo de hoje). Ao ver um piloto andando perto do carro em chamas, o diretor teria concluído que tudo estava bem e que os danos eram apenas materiais - daí a decisão de não paralisar a corrida. Verdade ou não, o fato é que Williamson morreu asfixiado.